# Sankt Johann (Kammlach)
Sankt Johann ist ein Ortsteil der oberschwäbischen Gemeinde Kammlach im Landkreis Unterallgäu in Bayerisch-Schwaben. 

## Geographie
Der Weiler liegt etwa vier Kilometer westlich von Unterkammlach und ist mit Ausnahme der Westseite vom Gallenwald umgeben. Mit den benachbarten Orten ist er über Gemeindestraßen verbunden.

## Geschichte
Die erste urkundliche Erwähnung war 1167, als Abt Isingrim von Ottobeuren der Wallfahrtskirche St. Johann eine Reliquie schenkte. Rudolf von Hohentahann veräußerte 1437 Güter und Rechte in Sankt Johann an das in Mindelheim ansässige Heiliggeistspital. Dieses hielt den Besitz im Ort bis zur Säkularisation. Das Forstrecht und die obere Gerichtsbarkeit gehörten zur Herrschaft Mindelheim, pfarrlich gehörte der Ort zum Markt Erkheim. Das 1679 erwähnte Gotteshaus wurde 1818, die Privatkapelle St. Johannes Baptista mit dem eventuell aus der Vorgängerkirche übernommenen Chor 1918 wegen Baufälligkeit abgebrochen.